# Liste der Baudenkmale in Uelitz
In der Liste der Baudenkmale in Uelitz sind alle Baudenkmale der Gemeinde Uelitz (Landkreis Ludwigslust-Parchim) und ihrer Ortsteile aufgelistet (Stand: Januar 2021). 

## Uelitz
| ID | Lage                                    | Bezeichnung                                             | Beschreibung | Bild   |
| -- | --------------------------------------- | ------------------------------------------------------- | --- | ------ |
|    | Bahnlinie Ludwigslust-Holthusen (Karte) | Streckenpostenhaus 13                                   | |        |
|    | Friedensstraße 29 (Karte)               | Bauernhaus/Wirtschaftsteil                              | |        |
|    | Friedensstraße 32 (Karte)               | Wohnhaus                                                | |        |
|    | Friedensstraße 38 (Karte)               | Wohnhaus und Scheune                                    | |        |
|    | Grüne Straße 5 (Karte)                  | Pfarrhof mit Wohnhaus, Scheune, Stall und Toilettenhaus | Fachwerkbau von 1786 |        |
|    | (Karte)                                 | Kirche                                                  | Einschiffiger Backsteinbau von 1745/54 mit alten Steinen; Chor mit 5/8-Schluss; Westturm von 1894 mit achtseitigem, schieferbedecktem Helm; Innen: flach gedeckt mit barocker Deckenbemalung, Kanzel von 1747. | Kirche |
|    | Walsmühler Straße                       | Gefallenendenkmal                                       | |        |
|    |                                         | Spritzenhaus                                            | |        |